# Der Zeuge (Ungarn, 1969)
Der Zeuge (ungarischer Originaltitel: A tanú) ist eine ungarische Filmkomödie und politische Satire, die von Péter Bacsó zwischen 1968 und 1969 produziert und 1979 uraufgeführt wurde. Die Dreharbeiten fanden in Budapest, Szentendre und Tahitótfalu statt.
Entstanden in einem politisch aufgeladenen Klima – einer Zeit, in der die Auseinandersetzung mit den frühen 1950er Jahren und der Revolution von 1956 noch strikt tabuisiert war – wurde der Film von den kommunistischen Behörden finanziert und freigegeben. Wegen seiner Parodie auf den Kommunismus wurde der Film zehn Jahre lang verboten. Der Film lief  bei den Internationalen Filmfestspielen von Cannes 1981 in der Sektion Un Certain Regard. Im Laufe der Jahre wurde der Film zum Kultfilm. 1994 entstand eine Fortsetzung mit dem Titel Megint tanú (dt. „Der Zeuge, noch einmal“).
Im April 2019 wurde eine restaurierte Fassung des Films für die Aufführung in der Sektion Cannes Classics der Internationalen Filmfestspiele von Cannes 2019 ausgewählt.

## Handlung
Der Film erzählt die Geschichte von József Pelikán, einem alleinerziehenden Vater und ehemaligen Mitglied der ungarischen kommunistischen Widerstandsbewegung im Zweiten Weltkrieg, der nun als Deichgraf arbeitet. Eines Tages trifft er an der Donau nahe des Deichs auf Zoltán Dániel, einen alten Weggefährten aus dem Untergrund – inzwischen ein Regierungsbeamter –, der am Fluss angelt. Als Dániel ins Wasser stürzt, rettet Pelikán ihn und lädt ihn zu sich nach Hause ein. Doch während die beiden bei Pelikán in alten Erinnerungen schwelgen, stürmt die ÁVH (ungarische Staatsschutzbehörde) das Haus – angeblich wegen eines „anonymen Hinweises“, der Pelikán die illegale Schlachtung eines Schweins vorwirft. Dániel versucht, seinen Freund zu schützen, und erzählt den Schergen der ÁVH, wie Pelikán ihn einst während der Säuberungswellen versteckt hatte. Dabei verrät er jedoch ungewollt den Keller, in dem das gesamte Schweinefleisch lagert. Pelikán wird verhaftet, später aber auf „höheren Befehl“ freigelassen.
Genosse Virág, in falsch verstandener Fürsorge, verschafft Pelikán eine Reihe absurder Posten: Er wird Geschäftsführer eines Freibads, eines Vergnügungsparks und sogar eines Orangenforschungsinstituts. Pelikán, den man als „ideologisch ungebildet“ abstempelt, scheitert grandios in jeder Rolle und landet immer wieder im Gefängnis – bis ihm ausgerechnet mit dem Orangenprojekt der Durchbruch gelingt. Doch der vermeintliche Erfolg entpuppt sich als Teil eines perfiden Plans: Pelikán soll als Zeuge in einem Schauprozess gegen Zoltán Dániel dienen, der beim Regime in Ungnade gefallen ist.
Man formt Pelikán zum Idealbild des „ungarischen Arbeiters von 1950“, drillt ihn mit einem vorgefertigten Geständnis und führt ihn vor Gericht. Doch als Pelikán im Saal steht – vor dem Richter, dem Angeklagten Dániel, Genosse Virág und den Parteibonzen – durchbricht er das Skript und spricht die Wahrheit. Die Rache folgt prompt: Erneut landet er im Gefängnis, diesmal zum Tode verurteilt. Doch dann stirbt Stalin, das politische Klima wendet sich, und Pelikán kommt frei. Jahre später begegnet er in einer Straßenbahn einem gebrochenen Genossen Virág, der längst alle Macht verloren hat.

## Rezeption
In der New York Times lobte Janet Maslin den Film anlässlich dessen Aufführung auf dem New York Film Festival 1981 für seine „satirischen Seitenhiebe mit einer entzückenden Hemmungslosigkeit“ und Persiflage der Parteisitten. Bacsós Werk sei kein „besonders anmutiges oder subtiles“, erstaune jedoch durch seine Freiheit und Fröhlichkeit.